# Unione Sportiva Cremonese 1941-1942
Questa pagina raccoglie le informazioni riguardanti l'Unione Sportiva Cremonese nelle competizioni ufficiali della stagione 1941-1942.

## Stagione
Nella stagione 1941-1942 la Cremonese partecipa al campionato di Serie C girone B e lo vince con 47 punti, due punti in più del Parma che si piazza al secondo posto. Nel girone finale la MATER di Roma e la Cremonese eliminarono la Pro Gorizia. La Cremonese ottiene così la promozione in Serie B.

## Rosa
| N. |                   | Ruolo | Calciatore          |
| -- | ----------------- | ----- | ------------------- |
|    | Italia (bandiera) | A     | Pietro Arcari       |
|    | Italia (bandiera) | A     | Giorgio Barsanti    |
|    | Italia (bandiera) | P     | Domenico Bertazzoli |
|    | Italia (bandiera) | D     | Biagio Bobbio       |
|    | Italia (bandiera) | A     | Luigi Bonizzoni     |
|    | Italia (bandiera) | C     | Giuseppe Bonizzoni  |
|    | Italia (bandiera) | A     | Elio Bramanti       |
|    | Italia (bandiera) | D     | Giuseppe Castelli   |
|    | Italia (bandiera) | A     | Giuseppe Corti      |
|    | Italia (bandiera) | P     | Bruno Dernini       |
|    | Italia (bandiera) | C     | Giacomo Foresti     |

| N. |                      | Ruolo | Calciatore       |
| -- | -------------------- | ----- | ---------------- |
|    | Italia (bandiera)    | D     | Umberto Franzini |
|    | Italia (bandiera)    | C     | Pio Gramigna     |
|    | Italia (bandiera)    | P     | Enrico Gualazzi  |
|    | Italia (bandiera)    | D     | F. Mainardi      |
|    | Italia (bandiera)    | A     | Sergio Martelli  |
|    | Italia (bandiera)    | A     | Giovanni Moretti |
|    | Argentina (bandiera) | C     | Pedro Pompei     |
|    | Italia (bandiera)    | C     | V. Ranelli       |
|    | Italia (bandiera)    | C     | Gastone Rinaldi  |
|    | Italia (bandiera)    | A     | Giulio Rossi     |
|    | Italia (bandiera)    | D     | Francesco Uva    |

## Risultati

### Serie C (girone B)

#### Girone di andata
| Cusano Milanino 26 ottobre 1941 1ª giornata | Gerli            | 0 – 0 | Cremonese | Campo Sportivo\| Arbitro: \| Mondani (Milano) \| |
| Arbitro:                                    | Mondani (Milano) |       |           |                                                  |

| Arbitro: | Tassini (Verona) |

|                                            |           |  |
| Moretti 32’ 69’ Arcari III 74’ Moretti 86’ | Marcatori |  |

| Arbitro: | Gambarelli (Nembro) |

|           |           |  |
| Marin 81’ | Marcatori |  |

| Arbitro: | Matucci (Seregno) |

|                                              |           |             |
| Arcari III 17’ Bramanti 42’ Bonizzoni II 75’ | Marcatori | 27’ Maestri |

| Arbitro: | Calvari (Milano) |

|           |           |                                                     |
| Mazza 32’ | Marcatori | 42’ Bonizzoni II 86’ (aut.) Piloni 88’ Bonizzoni II |

| Arbitro: | Cicardi (Lecco) |

|                                                |           |                   |
| Bonizzoni II 52’ Bramanti 54’ Martelli 56’ 72’ | Marcatori | 68’ (rig.) Gelosa |

| Arbitro: | Andreoni (Milano) |

|  |           |                        |
|  | Marcatori | 12’ Rossi 69’ Bramanti |

| Arbitro: | Donati (Milano) |

|                                                                           |           |  |
| Bonizzoni 29’ Moretti 31’ 40’ Bramanti 48’ Rossi 57’ Bonizzoni II 65’ 75’ | Marcatori |  |

| Arbitro: | Andreoni (Milano) |

|                |           |                                |
| Checchetti 31’ | Marcatori | 4’ (aut.) Trentin 69’ Bramanti |

| Cremona 28 dicembre 1941 10ª giornata | Cremonese           | 2 – 0 A tav. | Lecco | Polisportivo Roberto Farinacci\| Arbitro: \| Gambarelli (Nembro) \| |
| Arbitro:                              | Gambarelli (Nembro) |              |       |                                                                     |

| Arbitro: | Rossi (Milano) |

|                               |           |  |
| Frione 20’ Ferrari 30’ (rig.) | Marcatori |  |

| Arbitro: | Buratti (Milano) |

|                                     |           |                            |
| Moretti 21’ Pompei 49’ Bramanti 87’ | Marcatori | 38’ Mantovani 44’ Olivieri |

| Arbitro: | Cardinali (Milano) |

|                          |           |                     |
| Arcari III 19’ Rossi 32’ | Marcatori | 17’ (aut.) Franzini |

| Arbitro: | Cipriani (Milano) |

|              |           |                            |
| Pintossi 14’ | Marcatori | 20’ Arcari III 35’ Foresti |

| Arbitro: | Masseroni (Milano) |

|                                                                    |           |  |
| Rossi 25’ Arcari III 48’ Barsanti 62’ 67’ Moretti 75’ Barsanti 77’ | Marcatori |  |

#### Girone di ritorno
| Arbitro: | Capitanio (Venezia) |

|                              |           |  |
| Ranelli III 60’ Bramanti 77’ | Marcatori |  |

| Arbitro: | Zilli (Reggio Emilia) |

|  |           |                                                                       |
|  | Marcatori | 50’ Moretti 57’ (rig.) Franzini 63’ 67’ Bonizzoni II 75’ 82’ Bramanti |

| Arbitro: | Sverzellati (Modena) |

|                                                   |           |                    |
| Moretti 23’ Barsanti 49’ Moretti 58’ Barsanti 89’ | Marcatori | 62’ (aut.) Foresti |

| Arbitro: | Andreoni (Milano) |

|                 |           |  |
| Chiaruttini 65’ | Marcatori |  |

| Arbitro: | Carpani (Milano) |

|                             |           |  |
| Pompei 48’ Bonizzoni II 60’ | Marcatori |  |

| Arbitro: | Milanone (Biella) |

|                  |           |            |
| Magni 77’ (rig.) | Marcatori | 48’ Pompei |

| Arbitro: | Chiti (Desenzano) |

|               |           |                          |
| Rossi 57’ 77’ | Marcatori | 35’ Re Dionigi 47’ Fossa |

| Arbitro: | Neri (Vicenza) |

|            |           |                                                          |
| Borghi 54’ | Marcatori | 15’ Rossi 23’ 50’ Barsanti 62’ Bramanti 70’ (aut.) Bossi |

| Arbitro: | Bergomi (Milano) |

|                          |           |  |
| Moretti 11’ Barsanti 62’ | Marcatori |  |

| Arbitro: | Di Pasquale (Varese) |

|                               |           |                                                                            |
| Croci 27’ Franzini 80’ (aut.) | Marcatori | 4’ Barsanti 17’ Moretti 19’ Barsanti 66’ Moretti 85’ Barsanti 87’ Bramanti |

| Arbitro: | Fois (Roma) |

|                               |           |  |
| Bramanti 49’ Bonizzoni II 51’ | Marcatori |  |

| Arbitro: | Coletti (Treviso) |

|          |           |              |
| Vanz 32’ | Marcatori | 89’ Barsanti |

| Arbitro: | Bertolio (Torino) |

|                         |           |                         |
| Lucchini 1’ Romitti 49’ | Marcatori | 54’ Pompei 70’ Barsanti |

| Arbitro: | Autorino (Forlì) |

|                                                                |           |            |
| Barsanti 30’ Mainardi II 32’ Barsanti 49’ 62’ Bramanti 64’ 84’ | Marcatori | 65’ Oriani |

| Arbitro: | Di Pasquale (Varese) |

|  |           |                                               |
|  | Marcatori | 26’ Rossi 44’ Barsanti 78’ Rossi 82’ Barsanti |

#### Girone finale promozione
| Arbitro: | Mattea (Torino) |

|                                 |           |             |
| Moretti 11’ Battioni 65’ (aut.) | Marcatori | 48’ Flumini |

| Arbitro: | Zelocchi (Modena) |

|            |           |  |
| Pavesi 62’ | Marcatori |  |

| Arbitro: | Ciamberlini (Genova) |

|                              |           |  |
| Pieri III 34’ Bernardini 44’ | Marcatori |  |

| Arbitro: | Bertolio (Torino) |

|                |           |  |
| Ranelli III 5’ | Marcatori |  |